# Targovisjte (provins)
Targovisjte er en af de 28 provinser i Bulgarien, beliggende i den nordøstlige del af landet, grænsende op til syv andre provinser, blandt andet Veliko Tarnovo og Sjumen. Provinsen har et areal på 2.734 kvadratkilometer og et indbyggertal (pr. 2009) på 139.806.Folketællingen 7. september 2021 viste et indbyggertal på 98.144 i provinsen. Klik på referencen i indledningen i artiklen om Bulgarien for resultat af folketælling.
Targovisjtes hovedstad er byen Targovisjte, der med sine ca. 47.000 indbyggere også er provinsens største by. Af andre store byer kan nævnes Popovo (ca. 35.000 indbyggere), Omurtag (ca. 25.000 indbyggere) og Opaka (ca. 9.000 indbyggere).